# Sybistroma biaristatus
Sybistroma biaristatus är en tvåvingeart som först beskrevs av Yang 1999.  Sybistroma biaristatus ingår i släktet Sybistroma och familjen styltflugor.
Artens utbredningsområde är Henan (Kina). Inga underarter finns listade i Catalogue of Life.